# Filipina Duchesne
Santa Rosa Filipina Duchesne o Rose-Philippine Duchesne (Grenoble, Francia, 29 de agosto de 1769 – St. Charles (Misuri), Estados Unidos, 18 de noviembre de 1852) fue una religiosa católica francesa. Desarrolló considerablemente en América la Sociedad del Sagrado Corazón de Jesús fundada en 1800 por Santa Magdalena Sofía Barat.

## Vida y Obra

### Primeros años
Filipina fue hija de Pierre-François Duchesne, abogado y político de prestigio en Grenoble, y de Rose Euphrasine Perier. Su padre encarnaba los ideales ilustrados del pensamiento radical y anticlerical, en tanto que su madre, de educación esmerada, era descendiente de una familia de comerciantes acomodada. Fue bautizada en la iglesia de San Luis, y le dieron el nombre de San Felipe apóstol, y el de Santa Rosa de Lima, primera santa del nuevo continente. Pertenecía a la misma familia genealógica de Jean Casimir-Perier, presidente de la República Francesa en 1894. Fue educada con las religiosas de la Visitación. A la edad de 12 años deseó entrar en la comunidad y llegar a ser religiosa. Sus padres la sacaron del colegio en 1784, pero su deseo persistió y a los 17 años rechazó un matrimonio que le propusieron. En 1788, entró al convento aun con la oposición de sus padres. Sin embargo aceptó la prohibición de su padre, quien le denegó todo permiso de realizar los votos religiosos antes de los 25 años.
En 1791 las Visitandinas fueron dispersadas y el convento cerrado a causa de la Revolución Francesa. Filipina regresó a vivir con su familia. Fiel a su ideal religioso ayudó a los prisioneros durante los difíciles años de la Revolución. Frecuentemente hacía visitas a la Basílica de Saint Régis de Lalouvesc para mantenerse firme y sostener su fe.
Al fin de la tormentosa Revolución, en 1801, y con la ayuda financiera de sus primos, Filipina Duchesne rentó el antiguo convento de Sainte-Marie-d'en-Haut en Grenoble. Se instaló allí junto con algunos niños de los cuales estaba a cargo e invitó a las religiosas visitantinas a regresar. Ese proyecto fracasó por cuanto las religiosas eran ya muy mayores o estaban demasiado desilusionadas para retornar, y eso le atrajo críticas feroces de los propios pobladores. Fue cuando escuchó hablar de Magdalena Sofía Barat, quien había fundado la Sociedad de las Religiosas del Sagrado Corazón en Amiens. Se dirigió hacia ella y la Madre Barat aceptó su proposición. El 13 de diciembre de 1804 llegó con 3 religiosas a Sainte-Marie. El noviciado comenzó formalmente a principios de enero de 1805. Después de un breve periodo de noviciado, Filipina Duchesne pronunció sus votos religiosos el 21 de noviembre de 1805, a la edad de 26 años.

### Religiosa del Sagrado Corazón
Como la congregación se dedicaba a la enseñanza, la casa madre de Sainte-Marie se transformó en un pensionado. Los inicios son difíciles. Las alumnas llegan, hasta la misma sobrina de la Madre Duchesne (en 1814). 
Sin embargo, desde su infancia soñó con ser misionera. La Madre Barat, queriendo verificar la solidez de la vocación, puso freno a esa iniciativa y la envió primero a fundar una comunidad en París (en la calle Rue des Postes).  El paso por París de monseñor Guillaume-Valentin Dubourg, quien venía a recibir la consagración episcopal en 1816 como primer obispo de Luisiana fue determinante. Él pidió a las religiosas ir a Luisiana para la educación de las niñas en su diócesis, la cual había sido creada de nuevo en Estados Unidos recientemente. La Madre Duchesne estaba lista a partir.

### En Luisiana
En 1818 el sueño de Filipina se vio realizado. El obispo del territorio de Luisiana buscaba una congregación de religiosas para ayudarle a evangelizar los niños franceses e indios de su diócesis, y Filipina fue enviada a responder a esta llamada. En St. Charles, cerca de San Luis, Misuri, fundó la primera casa de la Sociedad fuera de Francia, en una cabaña de troncos. Allí vivió todas las austeridades de la vida de frontera: frío extremo, trabajo duro, falta de dinero. Nunca llegó a aprender bien el inglés. Las comunicaciones eran muy lentas: a veces no le llegaban noticias de su querida Francia. Luchó por mantenerse estrechamente unida con la Sociedad del Sagrado Corazón en Francia.
Filipina y otras cuatro religiosas del Sagrado Corazón trazaron un camino. En 1820 abrió la primera escuela gratuita al oeste del Misisipi. En 1828 había fundado ya seis casas. Estas escuelas eran para las jóvenes de Misuri y Luisiana. Las amó y trabajó para ellas, manteniendo siempre en el fondo de su corazón el anhelo de ir a los Indios americanos. Cuando Filipina tenía 72 años, se abrió una escuela para los Potowatomies en Sugar Creek, Kansas. Aunque muchos pensaban que Filipina estaba demasiado enferma para ir, el jesuita que dirigía la misión insistió: "Tiene que venir: quizás no podrá hacer mucho trabajo, pero con su oración alcanzará el éxito de la misión, y su presencia atraerá muchos favores del cielo para la obra".

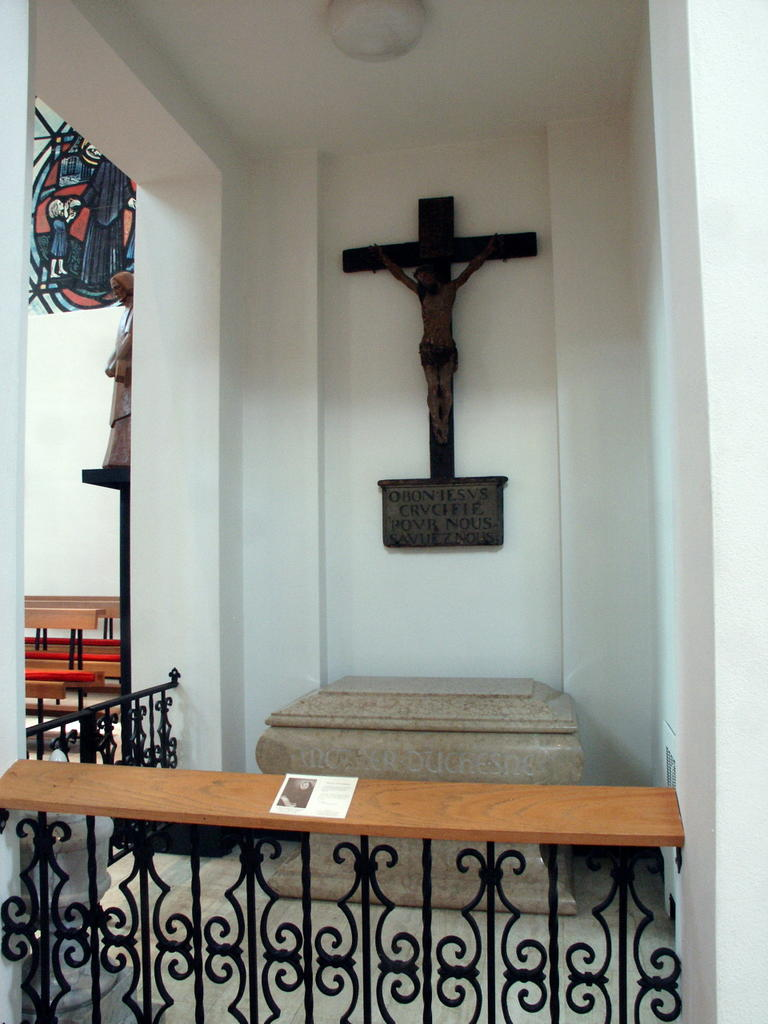
Tumba de Rosa Filipina Duchesne, en el Santuario de Santa Filipina Duchesne en St. Charles, Misuri, EE. UU.

En Estados Unidos se dedicó particularmente de los más débiles: negros, indios, blancos pobres y los numerosos esclavos que existían en San Luis. Demostró una gran capacidad de organización: en pocos años fundó cinco casas con 64 religiosos y más de 350 alumnos.
Estuvo sólo un año entre los Potowatomies, pero su valor pionero no flaqueó, y sus largas horas de contemplación inspiraron a los indios el llamarla “Kwah-kah-kum-ad,” ("La mujer que siempre reza").
Su salud no pudo resistir el régimen de vida en el poblado. Volvió a St. Charles en julio de 1842, aunque su corazón valiente nunca perdió el deseo de las misiones. "Siento el mismo anhelo por las Montañas Rocosas que sentía en Francia cuando pedí venir a América ... ".
Filipina murió en St. Charles, Misuri, el 18 de noviembre de 1852, a la edad de 83 años.

## Canonización
Fue canonizada por el papa Juan Pablo II el 3 de julio de 1988. Se le reconoce el haber participado activamente de extender el Evangelio fuera de los confines europeos, de la mano de su apertura y su carácter misionero. Y se celebra su fiesta el 18 de noviembre. 